# شهرک صنعتی شاهرود
شهرک صنعتی شاهرود از قدیمی‌ترین شهرک‌های صنعتی استان سمنان می‌باشد که در حدود ۳۸ سال پیش به بهره‌برداری رسیده‌است. تعداد ۱۲۰ واحد صنفی فعالیت دارند. مساحت کل شهرک ۴۱۹ هکتار می‌باشد.

## موقعیت
این شهرک در کیلومتر ۶ جاده شاهرود دامغان قرار گرفته‌است. شهرک صنعتی فعلی در حریم شهر قرار دارد و امکان توسعه نداشته و فعالیت برای برخی صنوف در آن وجود ندارد.

## معضل زیست‌محیطی
بوی ناشی از فرآوری قند و ذرت در یک کارخانه در این شهرک باعث شده که مردم ساکن و روستاهای حومه تا کیلومترها با معضلاتی از جمله مشکل تنفسی روبرو شوند.